# Coupe du monde de triathlon 1993
Navigation
Édition précédente Édition suivante
La coupe du monde de triathlon 1993 est composée de 9 courses organisées par la Fédération internationale de triathlon (ITU). Chacune des courses est disputée au format olympique soit 1500 m de natation, 40 km de cyclisme et 10 km de course à pied.

## Étapes de l'épreuve
| Date         | Lieu          | Format | Homme          | Femme                |
| ------------ | ------------- | ------ | -------------- | -------------------- |
| 29 mai       | Amakusa       | M      | Miles Stewart  | Michellie Jones      |
| 6 juin       | Orange County | M      | Mike Pigg      | Michellie Jones      |
| 21 juin      | Los Cabos     | M      | Greg Welch     | Carol Montgomery     |
| 14 août      | Embrun        | M      | Stephen Foster | Jenny Rose           |
| 5 septembre  | Whistler      | M      | Bill Braun     | Carol Montgomery     |
| 20 septembre | Ilhéus        | M      | Oscar Galíndez | María Luisa Martínez |
| 25 septembre | Maui          | M      | Hamish Carter  | Carol Montgomery     |
| 3 octobre    | San Sebastian | M      | Brad Beven     | Rina Bradshaw        |
| 24 octobre   | Îles Vierges  | M      | Mike Pigg      | Karen Smyers         |

## Par nation
| Rang | Nation           | Victoires |
| ---- | ---------------- | --------- |
| 1    | Australie        | 7         |
| 2    | États-Unis       | 4         |
| 3    | Canada           | 3         |
| 4    | Nouvelle-Zélande | 2         |
| 5    | Argentine        | 1         |
| 5    | Mexique          | 1         |

## Classements généraux
| Rang               | Nom              |
| ------------------ | ---------------- |
| Médaille d'or      | Brad Beven       |
| Médaille d'argent  | Miles Stewart    |
| Médaille de bronze | Bill Braun       |
| 4                  | Wesley Hobson    |
| 5                  | Leandro Macedo   |
| 6ex                | Hamish Carter    |
| 6ex                | Garrett McCarthy |
| 8                  | Oscar Galíndez   |
| 9                  | Andrew MacMartin |
| 10                 | Ben Bright       |

| Rang               | Nom                  |
| ------------------ | -------------------- |
| Médaille d'or      | Joanne Ritchie       |
| Médaille d'argent  | Carol Montgomery     |
| Médaille de bronze | Michellie Jones      |
| 4                  | Karen Smyers         |
| 5                  | Rina Bradshaw        |
| 6                  | María Luisa Martínez |
| 7                  | Hannele Steyn        |
| 8                  | Jenny Rose           |
| 9                  | Melissa Mantak       |
| 10                 | Terry Martin         |